# 2016. március 15-i konzisztórium
A 2016. március 15-i konzisztóriumot Ferenc pápa hívta össze. Ezen a konzisztóriumon 5 boldog szenttéavatási határozatát hirdette ki.

## Szenttéavatási határozatok
- Giuseppe Sánchez Del Río
- Stanislao Di Gesú Maria (született: Giovanni Papczyński)
- Giuseppe Gabriele Del Rosario Brochero
- Maria Elisabetta Hesselblad
- Kalkuttai Teréz anya (született: Agnese Gonxha Bojayhiu)